# Jodhpur (ciutat)
Jodhpur (hindi: जोधपुर) és una ciutat del Rajastan, a l'Índia. És coneguda com la ciutat blava a causa del fet que moltes cases són pintades d'aquest color, en un principi assenyalant les cases dels bramans, després per rebutjar la calor i els mosquits; però la ciutat s'anomena també "ciutat del sol" per les lluminoses postes de sol de què gaudeix tot l'any. Fou l'antiga capital del principat de Marwar o Jodhpur.

## Consideracions generals
Endinsada en el desert de Thar, és centre comercial de cotó, blat i llana, i té indústria manufacturera d'aquests productes, i treballs artesanals en laca i vori. La ciutat vella està rodejada d'una muralla de pedra amb sis gran portes (Nagauri, Merati, Sojati, Jalori, Siwanchi i Chand pol). Està situada a 340 km de Jaipur, la capital de l'estat del Rajasthan, del qual és la seva segona ciutat en població, i es troba a 232 metres sobre el nivell del mar.

## Població i clima
Al cens del 2001 figura amb una població de 846.408 habitants, i actualment (2008) deu estar prop del milió. El 53% són homes, i el 47%, dones; el 67% està alfabetitzat (75% homes i 57% dones). El 14% de la població té menys de 6 anys.
El seu clima és sec i àrid, excepte la temporada de pluges de juliol a setembre. La mitjana anual de pluja és de 360 mm. Les temperatures són extremes entre març i octubre excepte durant el monsó; del novembre al febrer és calorosa al de dia però fresca a la nit.

## Història
Jodhpur fou fundada per Rao Jodha, el cap dels rajput rathor i senyor (rao) de Marwar, el 1459. La capital es va traslladar des de Mandor o Mandore i aviat va donar nom a l'estat. Era un nus comercial entre Delhi i Gujarat i s'hi feia comerç d'opi, coure, seda, sàndal, dàtils i cafè. L'estat fou feudatari de l'Imperi mogol i dels marathes, i el 1819 va quedar sota protectorat de la Companyia Britànica de les Índies Orientals. El 30 de març de 1949 l'estat i la ciutat van quedar dins el nou estat de Rajasthan a la Unió Índia.

## Edificis i llocs d'interès a la ciutat i zona d'influència
- Umaid Bhawan Palace
- Mehrangarh Fort
- Jaswant Thada
- Temple d'Osiyan
- Galeria d'art Kaman
- Girdikot
- Mercat Sardar
- Maha Mandir
- Museu del Govern
- Parc Mandore
- Mandore
- Llac Kaylana i jardins
- Llac Balsamand
- Llac Sardar Samand i palau
- Dhawa(Dholi) àrea forestal
- Khichan
- Osian
- Rajasthan High Court
- Jai Narain Vyas University

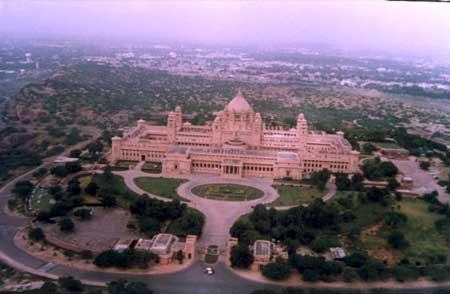
Umaid Bhawan Palace

- National Law University of Jodhpur
- Dr. S.N. Medical College
- MBM Engineering College of Jodhpur
- Ayuvedic University, Jodhpur
- Lachoo memorial college of science and technology
- Jodhpur institute of engineering & technology
- Jodhpur Engineering College And Research Centre
- Kushal Education Trust

## Fires i festivals
- Festival de Marwar
- Gangaur
- Teej
- Fira de Nag Panchmi
- Mahaveer Jayanti
- Shietla Mata
- Baba Ram Dev

## Plats de la cuina local
- Makhaniya Lassi
- Mawa Kachori
- Pyaaj Kachori
- Panchkuta
- Lapsi
- Kachar mircha curry
- Kadhi
- Baajre ka sogra.

## Personatges famosos
- Partab Singh, sobirà d'Idar i regent de Jodhpur
- Umaid Singh, maharajà
- Hanwant Singh, maharajà
- Rajmata Krishna Kumari
- Gaj Singh, maharajà
- Jai Narayan Vyas
- Barkatullah Khan
- Kan Singh Parihar
- Chand Mal Lodha
- Milap Chand Jain
- L. N. Chhangani
- Guman Mal Lodha
- Dr. L. M. Singhvi
- Ashok Gehlot
- Rao Raja Hanut Singh
- Kailash Sankhala
- D.R. Mehta
- Man Mohan Sharma
- Major Shaitan Singh Bhati
- Komal Kothari
- Mahipal
- A. D. Bohra

## Economia
L'economia de la ciutat està basada en els objectes artesans, principalment mobles, que ha superat totes les altres activitats i ocupa directament o indirecta a dues-centes mil persones. Altres indústries són el tèxtil, utensilis de metall, bicicletes, tinta i objectes d'esport; també es produeixen braçalets, ganivets, estores, objectes de vidre i marbres. El turisme és també una activitat molt destacada.
Un important mercat de llana i productes del camp es fa a la ciutat. En els productes agrícoles destaca el blat i els famosos pebrots vermells anomenats Mathania. La mineria està representada pel guix i la sal.
Hi ha bases de la Força Aèria, de l'Exèrcit i de les Forces de Seguretat de Frontera, que també mouen certa activitat.